# فسيولوجيا الطيران
تتميز الطبقات الجوية على ارتفاع 10 آلاف قدم وحتى 50 ألف قدم بنقص في كمية الأوكسجين وانخفاض في الضغط الجوي، فتظهر على الشخص أعراض نقصان الأوكسجين (hypoxia) وأعراض انخفاض الضغط الجوي. أما على ارتفاع 50 ألف قدم وحتى 633 ألف قدم فلا يمكن للإنسان أن يعيش حتى لو تنفس النسبة الصحيحة للأوكسجين بدون ان يرتدي ملابس الفضاء المجهزة ليتحمل الانخفاض في الضغط الجوي والحرارة ونقص الأوكسجين في هذه الارتفاعات. لو فشلت أجهزة طائرة مثلاً في ضبط الضغط الجوي داخلها، يتعرض الركاب لنقص الأكسجين في الحويصلات الهوائية والأنسجة حينما يصبح على ارتفاعات عالية. وعندما تصل إلى ارتفاع 40 ألف قدم فإن الضغط الجوي للأوكسجين يهبط بسرعة إلى مستوى يشكل خطورة على الحياة. 
والارتفاع الحرج هو الارتفاع الذي يصل فيه الضغط الجوي إلى 87مم/زئبق. وعادة ما يكون على ارتفاع 50 ألف قدم. فظاهرة نقص الأوكسجين تتعلق بالضغط الجوي والارتفاع ونسبة تركيز الأوكسجين في الدم. فعلى ارتفاع 10 آلاف قدم إلى 16 ألف قدم من مستوى سطح البحر لا توجد أعراض ظاهرة لنقص الأوكسجين ولا تتأثر الرؤية نهاراً. ويعمل الجسم على عدم ظهور أعراض نقص الأوكسجين إلا إذا طالت مدة التعرض له أو عند بذل مجهود شاق، فيزداد التنفس عدداً وعمقاً، ويزيد النبض ويرتفع ضغط الدم وسرعة الدورة الدموية. ولو زاد الارتفاع حتى يبلغ 25 الف قدم، فإن الإنسان يعاني من نقص الأكسجين الحاد، وبعد هذا الارتفاع يفقد المرء الوعي تماماً بسبب الخلل التام في الجهاز العصبي. ونتيجة لانخفاض الضغط الجوي يمدد حجم الغازات في جسم الإنسان عند تعرضه لانخفاض الضغط الجوي في الارتفاعات العالية، فتتمدد هذه الغازات المحبوسة في تجاويف الجسم. أو تتصاعد الغازات الذائبة في خلايا الجسم على هيئة فقاعات من غاز النيتروجين نتيجة لانخفاض الضغط الجوي. فإذا زاد حجم الغازات الموجودة داخل المعدة فإنها تتمدد وتضغط على الرئتين فيشعر المرء بضيق في التنفس وآلام شديدة في البطن. وتتمدد الغازات في الرئتين عند الارتفاع ويزداد حجمها وتخرج مع الزفير. لكن لو كتم المرء نفسه أثناء الارتفاع المفاجئ فإن أنسجة الرئتين تصاب بالتهتك وتتمزق بسبب ضغط الغازات وتمددها السريع. مما تحدث آلاماً في الأسنان والضروس والأذن الوسطى والجيوب الأنفية بسبب زيادة حجم هذه الغازات. وهذه الحالة قد تحدث أيضاً للغواصين عندما يصعدون من الأعماق، حيث يكون الضغط عند السطح أقل منه في الأعماق. 
وظهور فقاعات النيتروجين تسبب آلاماً شديدة في المفاصل وتسبب الاختناق. ونتيجة تصاعد فقاعات النيتروجين من أنسجة الرئتين حول الشعيرات الدموية وداخلها. فينتاب المرء سعال جاف مؤلم، وآلام في التنفس العميق. وتظهر الفقاعات تحت الجلد وتسبب حساسية، وتتأثر الرؤية، وقد يحدث شلل جزئي أو كلي. ويشعر الشخص بصداع وإغماء وصدمة عصبية وزرقة في الجسم، تؤدي إلى الوفاة. لهذا ظهرت دراسات فيسيولوجيا الطيران التي تعنى بدراسة تأثير الارتفاعات وهبوط الضغط وسرعات الطائرة وهزاتها والضجيج الذي تحدثه، وتأثير ذلك كله على الإنسان.
في الطائرات، يؤدي عدم إحكام سد المقصورة إلى هبوط الضغط. ولو حدث أي تسرب فجائي بها، فإن ذلك يسبب الهبوط المفاجئ للضغط ونقص حاد في الأكسجين. أما في حالة الإقلاع السريع لأعلى تترك الغازات الأنسجة. وعلى ارتفاع 19 كم تبدأالفقاعات الغازية بالظهور تحت الجلد. لذا فإن الطيارين يرتدون بدلات خاصة لحمايتهم من أخطار قلة الضغط والأكسجين في الارتفاعات والفضاء.
وتسبب المحركات ضجيجاً يؤثر على السمع. فتعزل المقصورة عن الصوت ويرتدي الطيار والركاب واقيات من الضجيج. كما أن الطائرات تتعرض للاهتزازات، لذا تبطّن الطائرة وارضيتها بمواد ماصة للاهتزازات التي تؤثر بتردداتها عل الجسم واليدين والقدمين.